# Józef Bożek
Józef Bożek (Josef Božek, ur. 28 lutego 1782 w Bierach, zm. 21 października 1835 w Pradze) – konstruktor-mechanik i wynalazca pochodzący ze Śląska Cieszyńskiego. W literaturze nazywany „śląskim Stephensonem”, „polskim Stephensonem”, „czeskim Stephensonem”, jak i „polsko-czeskim Stephensonem”.
Urodził się w Bierach niedaleko Bielska jako syn miejscowego młynarza, Mikołaja i Marii z domu Duda. Ochrzczony został w kościele w sąsiednim Grodźcu. Dzięki pomocy ówczesnego wizytatora szkolnego, ks. Leopolda Szersznika, został w 1799 r. przyjęty do gimnazjum filologicznego w Cieszynie, w którym ukończył trzy klasy. Po jego ukończeniu, w poszukiwaniu pracy i nauki wywędrował ze Śląska Cieszyńskiego. W latach 1803–1805 studiował w morawskim Brnie mechanikę i matematykę, po czym przeniósł się do Pragi. Tam od 1805 r. był słuchaczem Wydziału Filozoficznego Uniwersytetu Praskiego. Od 1806 r. był mechanikiem i zegarmistrzem w tamtejszym Instytucie Politechnicznym.
W Pradze powstała większość konstrukcji Bożka: precyzyjny zegar dla Instytutu Astronomicznego, automatyczny warsztat tkacki i postrzygarka sukna, maszyna do szlifowania zwierciadeł oraz liczne udane protezy rąk i nóg dla inwalidów wojennych. Protezy rąk pozwalały na pisanie, a protezy skonstruowane dla rosyjskiego oficera Daniluka, weterana bitwy pod Dreznem który utracił obie nogi poniżej kolan, umożliwiały mu jazdę konną i chodzenie po schodach bez kul.
Podczas pobytu w Pradze, prawdopodobnie nic nie wiedząc o lokomotywie Anglika Stephensona z 1814 r., zbudował pierwszy na kontynencie europejskim powóz z napędem parowym (w 1815 r.), którym woził pasażerów po ulicach Pragi, a krótko potem łódź z parowym silnikiem napędzającym koła łopatkowe (w 1817 r.).

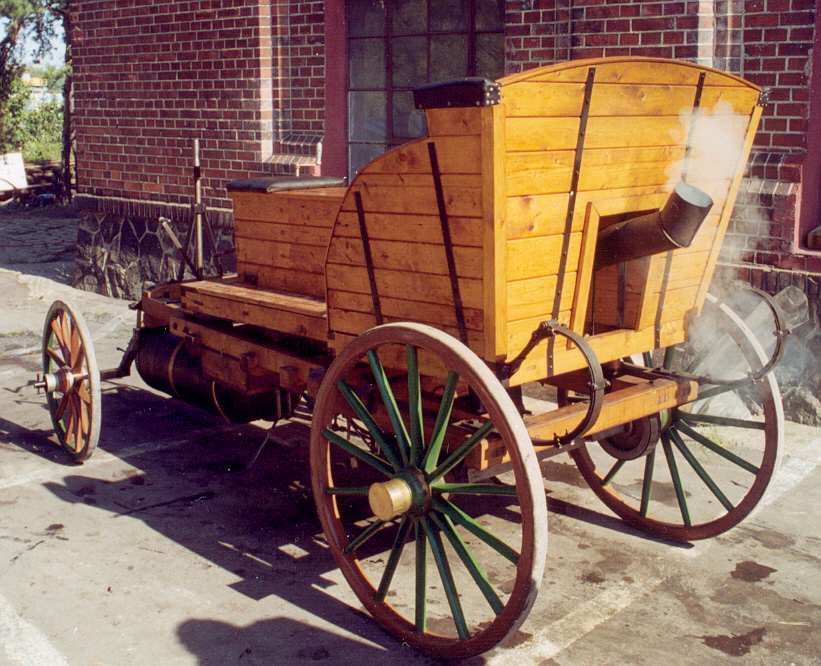
Replika pojazdu parowego Józefa Bożka

Józef Bożek wynalazkom i konstrukcji maszyn poświęcił całe życie. Do dziś zachowało się tylko 29 pozycji w rejestrze ks. Szersznika – są to np.: potrójnie złożona dźwignia, katapult okrętowy, elewator, piła poruszana ręcznie itd.
Bożek zmarł w biedzie i osamotnieniu, gdyż Praga nie znalazła wtedy środków na doskonalenie i rozwój jego konstrukcji. Zofia Kossak uczyniła go bohaterem opowiadania Czarodziej (w zbiorze Nieznany kraj), krótkie opowiadanie poświęcił mu również Gustaw Morcinek.
Dzięki nieustępliwym staraniom rodziny i mieszkańców Bier, w 1987 roku Komisja Turystyki Górskiej PTTK zatwierdziła nowy szlak turystyczny Jasienica-Biery-Jaworze Nałęże, który poprowadzono środkiem rodzinnej miejscowości Bożka. Szlak miał kolor czerwony i prowadził w kierunku Błatniej. W 2010 r. ze względu na zawieszenie przewozów pasażerskich na linii kolejowej Bielsko-Biała - Skoczów i nikłe zainteresowanie turystów zlikwidowano biegnący przez Biery odcinek szlaku Jasienica - Nałęże. W ścianę budynku Gminnego Ośrodka Kultury w Bierach wmurowana jest poświęcona jego osobie pamiątkowa tablica, która została ofiarowana i odsłonięta przez jego potomków w 1987 roku.